# Pothos beccarianus
Pothos beccarianus är en kallaväxtart som beskrevs av Adolf Engler. Pothos beccarianus ingår i släktet Pothos och familjen kallaväxter. Inga underarter finns listade.